# Balázs Mihályfi
Balázs Mihályfi (ur. 6 listopada 1965) – węgierski aktor teatralny i filmowy, związany z budapeszteńskim teatrem Centrál Színház, z Nemzeti Színház w Miszkolcu, z Szigligeti Színház w Szolnoku i in. Odtwórca roli Gonzó w filmie Nimróda Antala Kontrolerzy (2003).